# Fire Down Below
Fire Down Below (br.: Lábios de fogo) é um filme anglo-americano de 1957 dos gêneros Drama e Aventura, dirigido por Robert Parrish. O filme marca o retorno de Rita Hayworth após quatro anos afastada das telas. Roteiro de Irwin Shaw e produção de Albert R. Broccoli, sócio da produtora Warwick Films ligada à Columbia Pictures na época. Locações em Tobago, o que inspirou o co-protagonista Robert Mitchum a gravar um disco de Calipso.

## Elenco
- Rita Hayworth...Irena.
- Jack Lemmon...Tony
- Robert Mitchum...Felix.
- Herbert Lom...Mestre portuário
- Bernard Lee...Dr. Sam Blake
- Peter Illing...Capitão do 'Ulysses'
- Edric Connor...Jimmy Jean
- Anthony Newley...Miguel
- Eric Pohlmann...Dono do Hotel

## Sinopse
Após terminar a Segunda Guerra Mundial,os americanos Tony e Felix se tornam proprietários de um navio cargueiro, o Ruby, que usam para transportar contrabando e imigrantes ilegais entre as ilhas do Caribe. Contam ainda com um terceiro tripulante, o negro Jimmy Jean. Certo dia, um bartender chamado Miguel lhes apresenta um empresário americano de Detroit que quer ajudar a bonita europeia Irena a sair da ilha São Juan e ir ilegalmente para uma outra, Santanada. Tony imediatamente se apaixona por Irena, mas é avisado por Felix que ela não é mulher para ele. Os dois brigam e ao término da viagem Tony resolve ficar com Irena e até propõe casamento a ela para que regularize a situação. Mas Tony não sabe que Felix também gosta de Irena e irá traí-lo para ficar com ela. Na parte final do filme, um acidente num grande navio que atrapalha a vingança de Tony contra Felix.

## Trilha sonora
- Fire Down Below de autoria de Lester Lee e Ned Washington
- Todas as melodias de gaita foram compostas e interpretadas por Jack Lemmon.